# Петровка (Покровский район, Донецкая область)
Петро́вка (укр. Петрівка) — село на Украине, находится в Покровском районе Донецкой области. Расположено на реке Солёная.
Код КОАТУУ — 1422785001. Население по переписи 2001 года составляет 392 человека. Телефонный код — 623.
1 декабря 2024 года Минобороны РФ заявило, что российские военные заняли Петровку. По информации Института изучения войны, это произошло ещё 27 ноября.

## Адрес местного совета
85364, Донецкая область, Покровский р-н, с. Петровка, ул. Центральна, 2, тел. 5-30-3-42